# Itziar Ituño
Itziar Ituño  (n. 18 iunie 1974, Basauri⁠(d), Comunitatea Autonomă a Țării Basce, Spania) este o actriță spaniolă. A studiat actoria la Școala de Teatru Basari, ea studiind și sociologia în paralel. Limba ei maternă e catalana, însă la 19 ani a învățat și limba bască, ceea ce i-a permis să joace în diferite filme și seriale basce. Itziar a debutat în televiziune în filmul basc Agur Olentzero, agur (Goodbye Olentzero, Goodbye), lansat în 1997. În 2008 a primit un rol în telenovelă bască Goenkale, în care a interpretat o polițistă lesbiană până în 2015, rol care i-a crescut vizibilitatea în comunitatea bască. A continuat să joace în filme până în 2017, când a plecat din Țara Bascilor pentru a juca în La Casa de Papel. Pe lângă actorie, Itziar cântă în trei trupe diferite: Dangiliske, EZ3 și INGOT. Anul trecut Itziar Ituño a fost prezentatoarea Galei Filmului Basc și a Galei Festivalului Internațional de Film de la San Sebastian.